# نيكولا كوغا
نيكولا كوغا مواليد 13 أكتوبر 1986 في بيخاتش، جمهورية البوسنة والهرسك الاشتراكية، هو لاعب كرة سلة كرواتي. بدأ مسيرته الاحترافية في سنة 2001. لعب مع نادي إف إم بي لكرة السلة ونادي هوبسي بولزلا لكرة السلة في الدوري السلوفيني لكرة السلة.

## روابط خارجية
- نيكولا كوغا على موقع كرة السلة الأوروبية.كوم (الإنجليزية)
- نيكولا كوغا على موقع ريلجم (الإنجليزية)
- نيكولا كوغا على موقع بروبوليرز (الإنجليزية)